# Jessica Favre
Jessica Favre  est une championne suisse de plongeon, née le 2 mai 1995 dans le canton de Vaud en Suisse. Elle a été titrée 44 fois aux championnats de Suisse (juniors et seniors) dont 18 fois en élite. Elle a notamment participé à 5 championnats d’Europe juniors mais aussi aux Championnats du monde juniors. Elle plonge actuellement au niveau senior international.

## Biographie
Ce sont les parents de Jessica Favre, Pascal et Chantal Favre tous deux skieurs, qui ont donné le goût du sport à deux de leurs filles, Melissa et Alexia (Mélissa a pratiqué la natation synchronisée jusqu’à parvenir en équipe suisse junior, alors que la cadette, Jessica, a rapidement bifurqué vers le plongeon « sur un coup de tête »).

## Palmarès
Depuis 2010,, :
Jessica Favres s'est fait remarquer en 2010 lors des Championnats d'Europe Juniors de natation 2010. Cette même année, elle remporté une médaille d'argent et une médaille de bronze au Tournoi des 6 Nations, une médaille de bronze à la Eindhoven Diving Cup ainsi que trois médailles d'or aux Championnats de Suisse (Élites et Juniors).

En 2011, une médaille de bronze et trois médailles d'or lui sont décernées aux Championnats de Suisse (Élites et Juniors). Jessica participe notamment aux Championnats d'Europe Juniors de natation.

En 2012, la sportive gagne quatre médailles d'or aux Championnats de Suisse (Élites et Juniors). Elle s'impose en première place de la Pepsi Diving Cup (Las Palmas, Espagne) ainsi qu'à la deuxième place à la Eindhoven Diving Cup. Cette année, elle participe également au Grand Prix FINA de plongeon, aux Championnats d'Europe Juniors et aux Championnats du Monde Juniors de plongeon.

En 2013, elle figure à nouveau au Grand Prix FINA de plongeon et aux Championnats d'Europe Juniors, où elle finit septième. Elle remporte aussi deux médailles d'or aux Championnats de Suisse (Élites et Juniors).
En 2014, Jessica Favre termine seizième aux Championnats d'Europe ainsi que sixième, douzième et vingt-septième au Grand Prix FINA de plongeon.